# Faustite
La faustite è un minerale.